# 希腊共产党/马列
希腊共产党/马列是希腊历史上的一个毛派共产主义政党。该党成立于1969年，当时取名为希腊马列主义者组织（希臘語：ΟρΜάνωσηΕλλήνωνΜαρξιστών-Λενινιντών，缩写为ΕΕΜΛ），分裂自希腊马列主义者组织（ΟΜΛΕ）。不满希腊马列主义者组织的声明，希望在希腊军政府时期采取更加对抗的态度。1974年11月3日军政府垮台后，改名为希腊共产党/马列。该党出版月刊《红旗》（Kokkini Simaia）。出版社Poreia与该党联系在一起。
希腊共产党/马列不是组建自己的学生组织或工会组织，而是试图在既定的运动中组织激进分子。